# Joseph Bruno
Joseph L. Bruno (ur. 8 kwietnia 1929 w Glens Falls, zm. 6 października 2020 w Brunswick) – amerykański polityk, członek Partii Republikańskiej, z ramienia której zasiadał w senacie stanu Nowy Jork od 1976 do 2008.
Bruno od 1995 roku pełnił funkcję przywódcy większości i tymczasowego przewodniczącego w stanowym senacie (z urzędu formalnym przewodniczącym jest wicegubernator).
Po rezygnacji gubernatora Eliota Spitzera 17 marca 2008 wicegubernator David Paterson (obaj są demokratami) został jego następcą. Ponieważ stanowisko wicegubernatora jest nieobsadzone, zgodnie z konstytucją Bruno, kontynuując urzędowanie jako tymczasowy przewodniczący i lider większości Senatu) był jednocześnie pełniącym obowiązki wicegubernatora (ang. Acting Lieutenant Governor of New York) i pierwszą osobą w linii sukcesji (dotychczas był drugą).
Jako stanowy senator Bruno był jednym z architektów przywrócenia kary śmierci w Nowym Jorku w 1995 (ponownie zniesionej w 2004, a ostatnią egzekucję wykonano w 1963).
Bruno był weteranem wojny koreańskiej.